# 898 هـ
898 هـ هي سنة في التقويم الهجري امتدت مقابلةً في التقويم الميلادي بين سنتي 1492 و1493.

## مواليد
- عبد الوهاب الشعراني
- ابن النجار الفتوحي

## وفيات
- سني علي